# Trials of Mana
Trials of Mana (聖剣伝説3?, Seiken Densetsu 3) è un videogioco di ruolo d'azione sviluppato da Xeen e pubblicato da Square Enix nel 2020 per PlayStation 4, Nintendo Switch e Microsoft Windows. Il titolo è un remake in 3D di Seiken Densetsu 3, terzo gioco della serie Mana per Super Nintendo Entertainment System. La storia segue sei possibili protagonisti nelle rispettive missioni, che li portano a ottenere la "Mana Sword" e combattere una minaccia in grado di distruggere il mondo. Il giocatore controlla tre dei sei personaggi, percorrendo spazi aperti, affrontando i nemici in combattimenti in tempo reale e facendo uso delle classi dei personaggi. Rispetto al gioco originale è stato aggiunto un capitolo post-game con una classe sbloccabile. Il gioco non è stato localizzato in italiano.
Il remake è stato concepito nel 2017, durante la produzione di un remake per Secret of Mana (1993). La produzione di Trials of Mana è stata stimolata dalla domanda occidentale, in quanto il gioco originale non era stato localizzato. Benché originariamente dovesse essere un remake pressoché congruente con nuove caratteristiche riguardanti il multiplayer come nell'originale, il team optò per un'esperienza 3D per giocatore singolo che ha ottimizzato alcuni aspetti e aggiunto nuovi contenuti, pur rimanendo fedele a Seiken Densetsu 3. La colonna sonora di Hiroki Kikuta è stata arrangiata da un ampio team sotto la supervisione di quest'ultimo. L'accoglienza del gioco è stata generalmente positiva, ricevendo elogi per le innovazioni al combattimento e alla colonna sonora, anche se molti hanno criticato il suo doppiaggio inglese e gli elementi arcaici.

## Modalità di gioco
In Trials of Mana il giocatore controlla tre personaggi da lui scelti tra i sei protagonisti; mentre ognuno inizia con la propria narrativa, vengono coinvolti in un'unica missione per sconfiggere i Benevodon e salvare il Mana Tree. La narrativa generale e i principi di base del gameplay rimangono gli stessi del gioco originale, ma sono stati riprogettati per un overworld 3D. Durante l'esplorazione, il giocatore può incontrare altri personaggi giocabili sia prima del loro reclutamento sia in vari luoghi, nel caso rimangano fuori dal gruppo. Dopo aver incontrato un personaggio giocabile selezionato, il giocatore ha la possibilità di vedere un filmato esplicativo o di riprodurre il prologo di quel personaggio.
I personaggi selezionati dal giocatore possono percorrere l'ambientazione, suddivisa tra ambienti di città e di campagna, e affrontano i nemici in combattimenti in tempo reale. Durante l'esplorazione, il giocatore può trovare oggetti, forzieri e aree nascoste; una ricompensa comune è il "lucre", la valuta di gioco. Il combattimento prevede attacchi corpo a corpo leggeri e pesanti quando il nemico si trova a portata, ma anche abilità speciali specifiche del personaggio sbloccate attraverso un sistema di livellamento distinto, abilità di classe del personaggio distribuite su più livelli e attacchi combinati di tutti e tre i personaggi.
Combattere i nemici viene ricompensato attraverso punti esperienza, che aumentano la salute (HP) e la magia (MP). È possibile ottenere anche "Training Points", che vengono inseriti in caratteristiche specifiche per sbloccare nuove abilità. Una nuova aggiunta è il sistema delle "Ability". Le "Ability" sono mosse e buff passivi che possono essere sbloccati tramite il sistema di "Training". Le "Chain Abilities" sono abilità passive che possono essere usate da qualsiasi personaggio una volta sbloccate, mentre le "Class Abilities"  basate sull'attacco vengono automaticamente sbloccate e applicate al cambio di classe.
Durante il gioco, il giocatore trova vari oggetti, che spaziano dagli oggetti curativi, ai soldi e a oggetti che influenzano le statistiche del giocatore o del nemico. Si trovano anche i cosiddetti "Item Seed", che possono essere piantati in vasi speciali nelle città. Esistono diverse classi di "Item Seed" che producono oggetti di qualità migliore e un "Planter Level" che influisce sulla frequenza di rilascio di "Item Seed" e sulla qualità degli oggetti. Esiste inoltre un personaggio ricorrente della serie chiamato Li'l Cactus, che, se individuato nel mondo di gioco, fornisce ricompense alla squadra. Una volta completata la storia principale, viene sbloccata una trama post-partita con la propria classe e, al termine, i giocatori possono selezionare New Game Plus per trasferire il livello del proprio personaggio, gli oggetti comuni e alcuni oggetti collezionabili in un nuovo salvataggio.

## Distribuzione
Il remake di Trials of Mana per Microsoft Windows, Nintendo Switch e PlayStation 4 è stato annunciato a giugno 2019 all'Electronic Entertainment Expo. Il gioco è stato distribuito in tutto il mondo il 24 aprile 2020. La localizzazione è stata una sfida per il team, poiché richiedeva un rilascio simultaneo in otto lingue. Una demo del gioco è stata rilasciata su tutte le piattaforme il 18 marzo 2020. La demo copre la sezione di apertura del gioco, nella quale il giocatore sceglie i propri personaggi e raggiunge il primo combattimento con il boss, permettendo inoltre ai giocatori di trasferire i dati di salvataggio nel gioco completo. L'originale Trials of Mana aveva ricevuto una traduzione dai fan prima dello sviluppo del remake, e il team mirava sia a riconoscere sia a superare i loro sforzi.

## Accoglienza
| Testata                         | Versione | Giudizio |
| ------------------------------- | -------- | -------- |
| Metacritic (media al 9-5-2020)  | NS       | 74/100   |
| Metacritic (media al 29-5-2020) | PC       | 78/100   |
| Metacritic (media al 29-5-2020) | PS4      | 76/100   |
| Famitsū                         | -        | 32/40    |
| Game Informer                   | -        | 7.75/10  |
| GameSpot                        | -        | 6/10     |
| IGN                             | -        | 8/10     |
| Nintendo World Report           | -        | 8.5/10   |
| RPGamer                         | -        | 4/5      |
| RPGFan                          | -        | 88%      |

La versione per PlayStation 4 di Trials of Mana è stato il secondo gioco al dettaglio più venduto durante la sua settimana di uscita in Giappone con 80 383 copie. La versione Switch è arrivata al terzo posto con 70 114 copie. Nel briefing fiscale trimestrale successivo all'uscita del gioco, Square Enix ha affermato che il remake ha venduto ben oltre le aspettative, contribuendo alla crescita delle vendite durante il periodo.
 Sul sito web di revisione Metacritic, le versioni PC e PS4 sono state ben accolte, mentre la versione Switch ha visto recensioni contrastanti.
La rivista giapponese Famitsū ha apprezzato la fedeltà della storia all'originale, definendo "affascinanti" i percorsi dei molteplici protagonisti. Kimberley Wallace di Game Informer ha apprezzato il modo in cui le storie dei personaggi potevano intersecarsi, ma ha ritenuto che la sceneggiatura fosse troppo artificiosa e cliché a causa della sua fedeltà. Steve Watts di GameSpot ha apprezzato i "momenti gioiosi di stravaganza e stranezza" comuni alla serie Mana, ma generalmente non ha gradito il tono e lo stile della narrazione, criticandone la struttura frammentata. Seth Macy di IGN ha avuto poco da dire sulla storia, osservandone solo il suo stile altamente tradizionale. Jordan Rudek di Nintendo World Report ha ritenuto che la storia mancasse di sostanza per le sue ripetizioni, mentre Jervon Perkins di RPGamer l'ha definita "molto tradizionale" nello stile. Greg Delmage di RPGFan ha ritenuto che il remake fosse superiore nel modo in cui ha interpretato il cast grazie all'uso della recitazione vocale e della presentazione della telecamera 3D.
Famitsu ha elogiato la revisione grafica, ma ha notato poche differenze strutturali rispetto all'originale. Wallace ha criticato le scarse prestazioni dell'IA e i problemi tecnici, ma in generale ha elogiato la sua presentazione come un grande miglioramento rispetto al remake di Secret of Mana. Macy ha apprezzato lo stile grafico, ma ha notato forti cali di frame rate sulla versione Switch.  Perkins ha elogiato "l'estetica brillante e colorata tipica dei libri illustrati", ma ha notato alcuni problemi tecnici con la grafica pop-in su PS4. Rudek ha anche notato il pop-in, ma in generale ha elogiato la versione Switch sia in modalità TV sia portatile. Delmage ha apprezzato lo stile artistico e ha lodato la colonna sonora rielaborata, ma ha ritenuto che le animazioni limitate danneggiassero la fruibilità dei dialoghi nei filmati. La colonna sonora ha ricevuto elogi generali per i suoi remix dei brani originali, mentre il doppiaggio inglese è stato stroncato come debole nella migliore delle ipotesi e mal diretto nel peggiore.
Famitsu ha generalmente elogiato il sistema di combattimento e gli incontri con i boss, ma ci sono state opinioni contrastanti sul design del combattimento, in quanto un revisore ha trovato noioso esplorare la mappa a causa della mancanza di oggetti interessanti. Wallace ha ritenuto l'esperienza piacevole nonostante fosse necessario ricorrere al grinding, mentre Rudek ha criticato la mancanza di contenuti secondari nonostante le battaglie avvincenti e la personalizzazione. Watts ha apprezzato il sistema di battaglia, ma ha trovato le condizioni del suo sistema di classi ottuse, in quanto diversi elementi come le affinità elementali legate a giorni particolari andavano completamente sprecati. Macy ha lodato i sistemi di battaglia e di livellamento riprogettati. Perkins ha definito le battaglie "avvincenti", ma ha ritenuto che l'IA fosse poco brillante. Delmage è stato nel complesso positivo riguardo al sistema di battaglia e all'esplorazione, ma ha ritenuto che il sistema di cambio di classe fosse più scomodo rispetto alla versione originale. Alcuni revisori hanno citato negativamente la sua struttura lineare, e sia Macy sia Famitsu hanno ritenuto poco valido il controllo della telecamera durante la battaglia. Anche i combattimenti con i boss hanno ricevuto elogi unanimi. Macy e Perkins hanno apprezzato il nuovo contenuto post-game, ritenendolo un'aggiunta divertente.